# Pyronia valentina
Pyronia valentina är en fjärilsart som beskrevs av Felix Bryk 1940. Pyronia valentina ingår i släktet Pyronia och familjen praktfjärilar. Inga underarter finns listade.